# Enthauptungsschlag
Enthauptungsschlag (englisch decapitation strike) ist ein Begriff aus der Militärstrategie. Er bezeichnet einen massiven strategischen Angriff auf die politischen und militärischen Führungsstrukturen des Gegners mit der Absicht, dessen Fähigkeit zum (militärischen) Gegenschlag auszuschalten oder zumindest entscheidend einzuschränken.
Ein Enthauptungsschlag kann sowohl mit geeigneten konventionellen, als auch mit nuklearen Waffen geführt werden. Dieser Begriff wurde unter anderem im Zusammenhang mit dem Irakkrieg von 2003 gebraucht, als die USA einen gezielten Luftangriff mit Bombern und Marschflugkörpern gegen die irakische politische Führung unternahmen, der allerdings scheiterte. Sein Ziel war die Ausschaltung Saddam Husseins und des Regierungsapparates des Irak.

## Theorie
Ein Enthauptungsschlag soll nach gängigen Theorien durch einen gezielten Überraschungsangriff mit mobilen Einheiten wie präzisen Raketen, Bomben und/oder Spezialeinheiten durchgeführt werden. Ziel ist hierbei, unter Vermeidung großer Verluste unter der Bevölkerung und der zivilen Infrastruktur, Fernmelde- und Führungsstrukturen des Gegners so weit auszuschalten, dass eine Gegenreaktion nahezu unmöglich gemacht wird. Dieser Erstschlag zielt somit primär auf
- politische Führungseinrichtungen wie Ministerien und Regierungszentralen
- militärische Gefechtsstände und Kommandozentralen, Frühwarnzentralen, Radarstationen
- Fernmelde- und Datenverbindungen und deren Knotenpunkte (land- und satellitengestützt)

Bei erfolgreichem Verlauf wird der militärische Schlagabtausch auf einer möglichst niedrigen Stufe begrenzt; der Gegner behält zwar die für einen Gegenschlag (den sogenannten Zweitschlag) notwendigen Waffen, kann sie jedoch nicht mehr oder nur noch sehr beschränkt einsetzen.
Vom Enthauptungsschlag zu unterscheiden sind die Begriffe:
- Counterforce – Angriff vorrangig gegen die militärischen Ziele hohen strategischen Werts (darunter Raketensilos, Gefechtsstände, Flugplätze),
- Countervalue – gegen große Bevölkerungszentren,
- First Strike – der nukleare Erstschlag allgemein.

## Mittel
Um einen Enthauptungsschlag führen zu können, muss der Angreifer in der Lage sein, überraschend, zielgenau und mit sehr kurzer Vorwarnzeit für den Gegner seine Ziele zu zerstören. Geeignete Mittel sind hierbei heute auf Atom-U-Booten (SSBN) stationierte Atomraketen (SLBM), die nahe den Küsten des Ziellandes zum Einsatz gebracht werden. Die sehr kurze Flugdauer (etwa drei Minuten) und hohe Zielgenauigkeit (im Falle der US-amerikanischen Trident D5 liegt der Streukreisradius (CEP50) bei etwa 90 Metern) und die verdeckte Annäherung an die Küsten des Gegners gewährleisten das notwendige Überraschungsmoment. Während des Kalten Kriegs betrachtete die sowjetische Seite die im Zuge der NATO-Nachrüstung in Westeuropa aufgestellte Pershing II als eine Atomwaffe mit erheblichem Erstschlagspotential, der aufgrund ihrer ebenfalls sehr kurzen Flugzeit (um sieben Minuten), ihrer Reichweite (rund 1800 Kilometer – Moskau in Reichweite) und ihres kleinen Streukreisradius (CEP50 etwa 50 Meter) die Fähigkeit zum Enthauptungsschlag zugemessen wurde.

## Gegenmaßnahmen
Die beiden Supermächte USA und Sowjetunion haben zu Zeiten des Kalten Kriegs Gegenmechanismen und Systeme entwickelt und teilweise installiert, die einen solchen Angriff unterlaufen sollten. Neben den Maßnahmen der Dezentralisierung von politischen und militärischen Führungsaufgaben und -systemen basierten diese Konzepte auf dem Prinzip „fail-deadly“ (etwa mit „Aktivierung bei Ausfall“ zu interpretieren). Auf US-amerikanischer Seite gab und gibt es das System des fliegenden Gefechtsstands (National Emergency Airborne Command Post, abgekürzt NEACP (Spitzname: Kneecap)), in dem an Stelle des Präsidenten ein zur Freigabe der US-amerikanischen Atomwaffen autorisierter General die Kommandogewalt im Ernstfall übernehmen kann.
Das Gegenstück auf sowjetischer Seite war das Führungssystem Dead Hand (Tote Hand), das im Falle von festgestellten Atomexplosionen auf dem Territorium der UdSSR oder bei Ausfall der Kommunikationsverbindungen zur politischen Führung eine teilweise automatische Auslösung des nuklearen Gegenschlags ermöglichte. Das in diesem Zusammenhang genannte System Perimetr  soll allerdings lediglich für den Erhalt der Kommunikationsverbindungen und nicht für die automatische Auslösung des Gegenschlags aufgebaut worden sein.
Beiden Supermächten gemeinsam war die Delegierung der letzten Gewalt über den Waffeneinsatz an eine militärische Führungsperson an Stelle des Präsidenten (oder Generalsekretärs der KPdSU zu Zeiten der Sowjetunion), die den automatisierten nuklearen Gegenschlag auslösen konnte.
Eine weitere Möglichkeit gegen das Konzept des Enthauptungsschlags liegt in der bereits frühzeitigen Delegierung der Einsatzgewalt über das nukleare Gegenschlagspotential auf untergeordnete militärische Führungsebenen.
Allen Konzepten und Systemen gemeinsam ist das bewusste Veröffentlichen der getroffenen Maßnahmen, damit der potentielle Gegner darüber unterrichtet ist. Dies soll ihn im Rahmen der Abschreckung von Überlegungen abhalten, das Mittel eines Enthauptungsschlags in seine strategischen Planungen einzubeziehen.

## Risiken und Gegenargumente
Bereits ein nur teilweise erfolgreicher Enthauptungsschlag birgt das Risiko, dass der angegriffene Gegner mit einem umfassenden massiven, möglicherweise nuklearen, Gegenschlag antwortet und dem Angreifer vernichtende Schäden zufügt.
Abweichende Strategien zur nuklearen Kriegsführung verzichten auf die Option des Enthauptungsschlags in der Überlegung, bei einem Schlagabtausch mit Atomwaffen die gegnerischen politischen Führungsstrukturen zu erhalten. Somit sollen Verhandlungen zur Beendigung der Feindseligkeiten weiterhin möglich sein.